# Erzbistum Libreville
Das Erzbistum Libreville (lateinisch Archidioecesis Liberopolitanus) ist ein römisch-katholisches Erzbistum mit Sitz in Libreville, Gabun. Es umfasst die Provinzen Estuaire und Moyen-Ogooué.

## Geschichte
Am 22. Januar 1842 wurde die apostolische Präfektur der zwei Guineas und Senegambia vom Bistum Funchal und dem Bistum Tomé gegründet. Im Jahre 1846 wurde diese Präfektur zum apostolischen Vikariat der zwei Guineas und Senegambias umgewandelt, dieses am 6. Februar 1863 in apostolisches Vikariat der zwei Guineas und schließlich am 18. März 1890 in apostolisches Vikariat Gabun umbenannt.
Am 10. Juli 1947 wurde das Vikariat Gabun in Vikariat Libreville umbenannt und am 14. September 1955 zum Bistum umgewandelt. Drei Jahre später wurde am 11. Dezember 1958 aus dem Bistum ein Erzbistum.